# Ortodox keresztelőkápolna
Koordináták: é. sz. 44° 24′ 56″, k. h. 12° 11′ 50″44.415592°N 12.197361°E

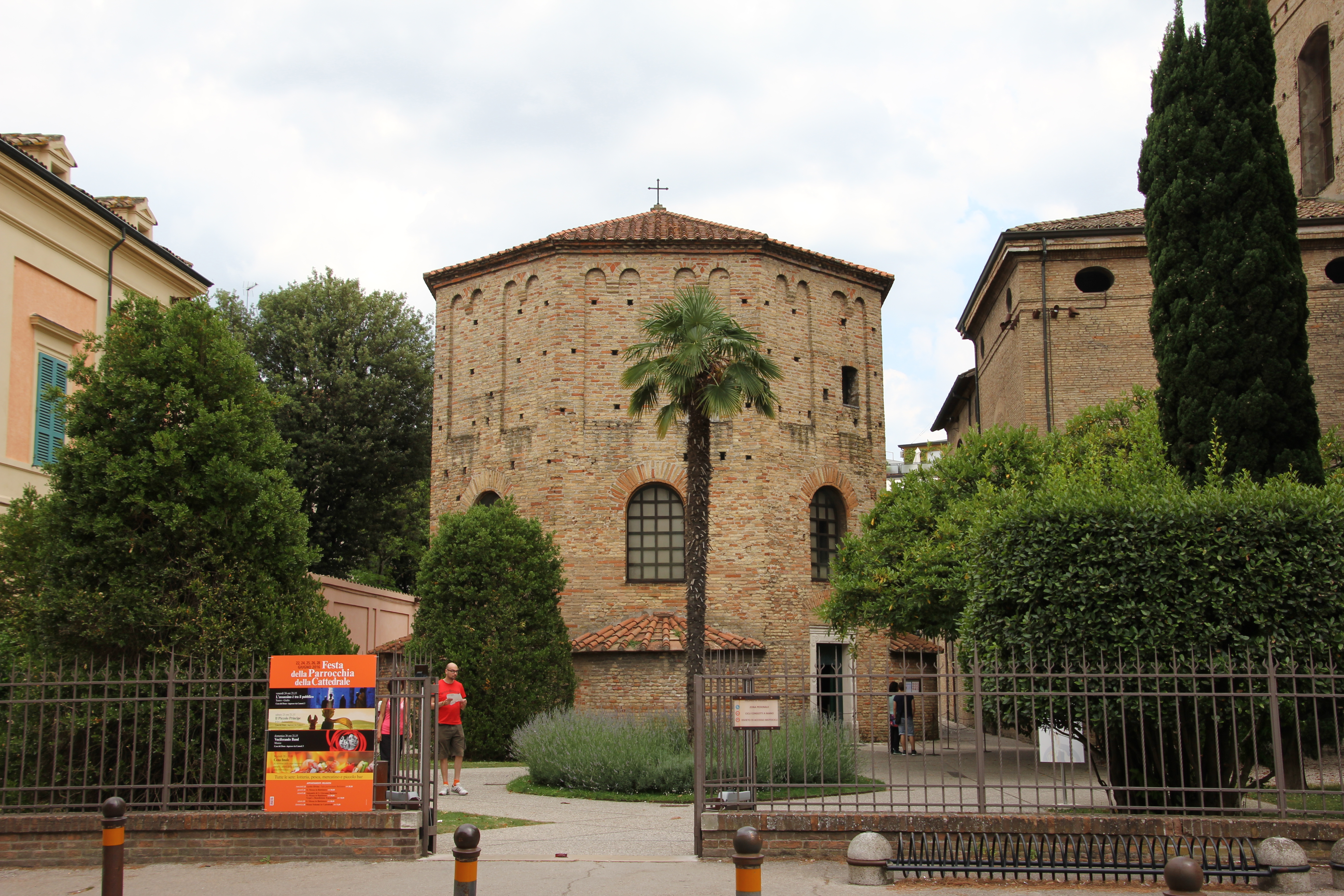
Az Ortodox keresztelőkápolna

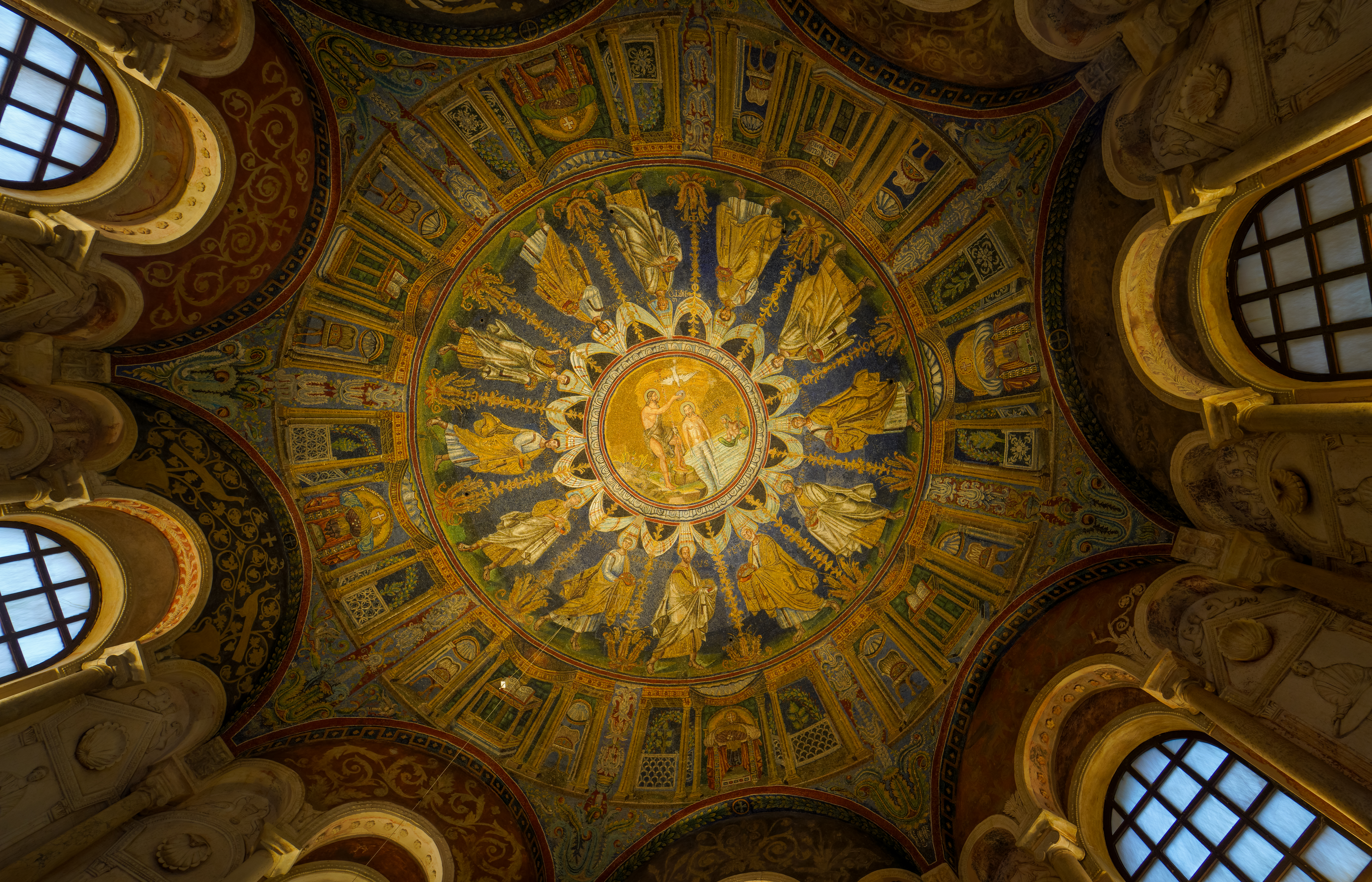
A kupolamozaikon Keresztelő Szent János megkereszteli Jézust, aki a Jordán folyóban áll

A ravennai Ortodox keresztelőkápolna (olaszul Battistero Neoniano) egy nyolcszögű, kupolás épület. Több más ravennai korakeresztény templommal együtt az UNESCO világörökség része.

## Története
A római időkben vízvezeték elzáró fürdő volt a helyén. A 4. század végén vagy az 5. század elején Ursus püspök építtette az 1734-ban lerombolt nagy bazilika részeként. Az 5. század végén Neon püspök fejeztette be, ekkor kerültek fel a mozaikdíszítések is. Az eredeti földszintje ma kb. 3 méterrel a földfelszín alatt van, így az épület eredeti alakja nem látható. A szinte összes korai keresztelőkápolnánál megfigyelhető nyolcszögletű alaprajz a hét napjait és a Feltámadás Napját és az örök életet jelképezi.

## A mozaikok
Római stílusú kupolamozaik díszíti, mely Jézus Krisztus keresztelését ábrázolja antik felfogásban. Megjelenik rajta a tizenkét apostol alakja és templomi helyiségek ábrázolása is. Mindez az egyházat jelképezi. Az ablakoknál arabeszkek közt próféták mozaikképei láthatók.

## Lásd még
- Ravenna ókeresztény és bizánci műemlékei